# 2007 TU431
2007 TU431, também escrito como 2007 TU431, é um corpo celeste que é classificado como um centauro, numa classificação estendida de centauros. Ele possui uma magnitude absoluta de 10,4 e tem um diâmetro estimado de cerca de 37 km.

## Descoberta
2007 TU431 foi descoberto no dia 14 de outubro de 2007.

## Órbita
A órbita de 2007 TU431 tem uma excentricidade de 0,831 e possui um semieixo maior de 127 UA. O seu periélio leva o mesmo a uma distância de 21,427 UA em relação ao Sol e seu afélio a 232 UA.